# Ayao Komatsu
Ayao Komatsu (Japón; 28 de enero de 1976) es un ingeniero japonés de Fórmula 1. Actualmente es jefe de equipo del equipo Haas F1 Team.

## Carrera
Komatsu comenzó su carrera en el automovilismo en 2003 como ingeniero de neumáticos para British American Racing y se quedó con el equipo Brackley durante dos temporadas. En 2006 se mudó a Renault para trabajar como ingeniero de rendimiento, comenzando en el equipo de pruebas antes de ser ascendido al equipo de carrera trabajando con pilotos como Nelson Piquet, Jr., Romain Grosjean y Vitaly Petrov.
Después de que Mark Slade partiera al comienzo de la temporada 2011, fue ascendido a ingeniero de carreras de Petrov, trabajando con el ruso durante un año antes de asociarse con Grosjean para 2012. Los franceses y Komatsu formaron un estrecho vínculo, lograron nueve podios e incluso lucharon por ganar carreras a finales de 2013. Después de un 2014 decepcionante, Komatsu fue ascendido a ingeniero jefe de carrera en Lotus, lo que ayudó a Grosjean y al equipo de Enstone a conseguir un podio en el Gran Premio de Bélgica de 2015. Cuando Grosjean se fue al incipiente Haas F1 Team, Komatsu lo siguió y se convirtió en director de ingeniería en pista para el equipo estadounidense en 2016 y el intermediario de Haas, Komatsu ha permanecido en el equipo desde entonces, donde es responsable del rendimiento de los monoplazas en los circuitos y la coordinación del equipo de ingenieros de carrera.
Desde el 10 de enero de 2024, de cara a la nueva temporada, Ayao Komatsu fue nombrado jefe de equipo de MoneyGram Haas F1 Team tras la salida de Guenther Steiner.